# Épannes
Épannes és un municipi francès situat al departament de Deux-Sèvres i a la regió de la Nova Aquitània. L'any 2007 tenia 785 habitants.

## Demografia

### Població
El 2007 la població de fet d'Épannes era de 785 persones. Hi havia 303 famílies de les quals 73 eren unipersonals (28 homes vivint sols i 45 dones vivint soles), 73 parelles sense fills, 125 parelles amb fills i 32 famílies monoparentals amb fills.
La població ha evolucionat segons el següent gràfic:
Habitants censats

### Habitatges
El 2007 hi havia 324 habitatges, 306 eren l'habitatge principal de la família, 7 eren segones residències i 11 estaven desocupats. 295 eren cases i 3 eren apartaments. Dels 306 habitatges principals, 234 estaven ocupats pels seus propietaris i 72 estaven llogats i ocupats pels llogaters; 25 tenien una cambra, 7 en tenien dues, 36 en tenien tres, 84 en tenien quatre i 153 en tenien cinc o més. 236 habitatges disposaven pel capbaix d'una plaça de pàrquing. A 110 habitatges hi havia un automòbil i a 161 n'hi havia dos o més.

### Piràmide de població
La piràmide de població per edats i sexe el 2009 era:
| Homes | Edats   | Dones |
| ----- | ------- | ----- |
| 0     | 95 o +  | 0     |
| 0     | 90 a 94 | 8     |
| 0     | 85 a 89 | 8     |
| 0     | 80 a 84 | 8     |
| 12    | 75 a 79 | 12    |
| 8     | 70 a 74 | 8     |
| 16    | 65 a 69 | 0     |
| 8     | 60 a 64 | 12    |
| 20    | 55 a 59 | 20    |
| 16    | 50 a 54 | 32    |
| 40    | 45 a 49 | 44    |
| 28    | 40 a 44 | 24    |
| 20    | 35 a 39 | 24    |
| 56    | 30 a 34 | 36    |
| 8     | 25 a 29 | 28    |
| 12    | 20 a 24 | 16    |
| 32    | 15 a 19 | 16    |
| 24    | 10 a 14 | 32    |
| 24    | 5 a 9   | 8     |
| 20    | 0 a 4   | 40    |

## Economia
El 2007 la població en edat de treballar era de 488 persones, 388 eren actives i 100 eren inactives. De les 388 persones actives 357 estaven ocupades (191 homes i 166 dones) i 31 estaven aturades (10 homes i 21 dones). De les 100 persones inactives 36 estaven jubilades, 38 estaven estudiant i 26 estaven classificades com a «altres inactius».

### Ingressos
El 2009 a Épannes hi havia 310 unitats fiscals que integraven 797 persones, la mediana anual d'ingressos fiscals per persona era de 19.808 €.

### Activitats econòmiques
Dels 40 establiments que hi havia el 2007, 4 eren d'empreses extractives, 1 d'una empresa alimentària, 1 d'una empresa de fabricació d'altres productes industrials, 12 d'empreses de construcció, 6 d'empreses de comerç i reparació d'automòbils, 1 d'una empresa de transport, 1 d'una empresa d'hostatgeria i restauració, 1 d'una empresa financera, 2 d'empreses immobiliàries, 3 d'empreses de serveis, 4 d'entitats de l'administració pública i 4 d'empreses classificades com a «altres activitats de serveis».
Dels 12 establiments de servei als particulars que hi havia el 2009, 2 eren tallers de reparació d'automòbils i de material agrícola, 2 paletes, 2 guixaires pintors, 1 fusteria, 2 lampisteries, 1 empresa de construcció, 1 perruqueria i 1 saló de bellesa.
Dels 3 establiments comercials que hi havia el 2009, 1 era una botiga de més de 120 m², 1 una fleca i 1 una botiga de mobles.
L'any 2000 a Épannes hi havia 13 explotacions agrícoles que ocupaven un total de 700 hectàrees.

## Equipaments sanitaris i escolars
L'únic equipament sanitari que hi havia el 2009 era una farmàcia.
El 2009 hi havia una escola elemental.

## Poblacions més properes
El següent diagrama mostra les poblacions més properes.